# 九龍巴士296D線
九龍巴士296D線是香港的一條巴士路線，來往尚德及九龍站。

## 歷史
- 1998年10月23日：開辦才投入服務的本線，來往尚德至佐敦道碼頭，往佐敦方向需繞經運亨路及運隆路。
- 1999年1月15日：往佐敦方向，於尚德總站開出後，右轉唐明街 （页面存档备份，存于），取道寶順路駛入將軍澳隧道公路。
- 2003年2月23日：佐敦總站遷至佐敦（匯翔道）。
- 2008年6月8日：本線提升分段收費之票價，但全程收費仍維持$8.2。
- 2009年12月20日：本線總站由佐敦（匯翔道）巴士總站遷往九龍站公共運輸交匯處，以配合廣深港高速鐵路西九龍總站工程。
- 2011年5月15日：本線調整車費至全程$8.5。
- 2013年3月17日：本線調整車費至全程$9.0。
- 2014年7月6日：本線調整車費至全程$9.4。
- 2015年6月27日：增設到站時間預報。[6]
- 2019年7月27日至9月8日：為配合香港話劇團在西九文化區上演話劇，在逢星期二至日23:00及23:20由九龍站開出的班次，過雅翔道後改經博物館道、迴旋處、博物館道及柯士甸道西，然後返回原線，並停「西九文化區藝術公園」分站。[7]
- 2020年10月2日：往將軍澳方向加停將軍澳隧道巴士轉乘站，並增設八達通轉乘優惠。[8]
- 2021年5月1日：往九龍方向加停將軍澳隧道巴士轉乘站，並增設八達通轉乘優惠。[9]
- 2021年10月18日：往將軍澳方向增設柯士甸道西「環球貿易廣場」站。[10]
- 2021年11月13日：逢星期六、日及公眾假期部分班次來回繞經博物館道，並增設「雅翔道（西區海底隧道）」（祇限往九龍站方向）、「博物館道」、「藝術公園」站[11]。
- 2021年11月23日：繞經博物館道的安排擴展至每日所有班次。

## 服務時間及班次
| 尚德開           | 尚德開      | 尚德開       | 九龍站開         | 九龍站開    | 九龍站開     |
| 日期             | 服務時間    | 班次（分鐘） | 日期             | 服務時間    | 班次（分鐘） |
| ---------------- | ----------- | ------------ | ---------------- | ----------- | ------------ |
| 星期一至五       | 05:50-09:50 | 20           | 星期一至五       | 07:00-07:50 | 25           |
| 星期一至五       | 09:50-16:55 | 25           | 星期一至五       | 07:50-09:20 | 30           |
| 星期一至五       | 17:15       | 17:15        | 星期一至五       | 09:20-13:55 | 25           |
| 星期一至五       | 17:35-18:50 | 25           | 星期一至五       | 13:55-14:55 | 30           |
| 星期一至五       | 18:50-23:20 | 30           | 星期一至五       | 14:55-17:00 | 25           |
|                  |             |              | 星期一至五       | 17:00-17:40 | 20           |
| 17:40-18:40      | 15          |              | 星期一至五       |             |              |
| 18:40-19:00      | 20          |              | 星期一至五       |             |              |
| 19:00-00:00      | 25          |              | 星期一至五       |             |              |
| 星期六           | 05:50-07:30 | 25           | 星期六           | 07:00-10:00 | 30           |
| 星期六           | 07:30-15:50 | 20           | 星期六           | 10:00-15:50 | 25           |
| 星期六           | 15:50-18:20 | 25           | 星期六           | 15:50-21:10 | 20           |
| 星期六           | 18:20-23:20 | 30           | 星期六           | 21:10-21:55 | 15           |
|                  |             |              | 星期六           | 21:55-00:00 | 25           |
| 星期日及公眾假期 | 05:50-09:10 | 25           | 星期日及公眾假期 | 07:00-08:30 | 30           |
| 星期日及公眾假期 | 09:10-15:50 | 20           | 星期日及公眾假期 | 08:30-14:20 | 25           |
| 星期日及公眾假期 | 15:50-18:20 | 25           | 星期日及公眾假期 | 14:20-20:40 | 20           |
| 星期日及公眾假期 | 18:20-23:20 | 30           | 星期日及公眾假期 | 20:40-00:00 | 25           |

## 收費
全程：$10.8
- 九龍佑寧堂往九龍站：$7.4
- 將軍澳隧道轉車站往尚德：$5.8

| - 本線設有12歲以下小童及65歲或以上長者半價優惠。 - 65歲或以上香港居民使用「樂悠咭」，以及12歲以下合資格殘疾兒童使用「殘疾人士身份」個人八達通繳付車資，均可享有每程$2.0或半價（以較低者為準）的票價優惠；12至64歲合資格殘疾人士使用「殘疾人士身份」個人八達通（包括「樂悠咭」），以及60至64歲香港居民使用「樂悠咭」繳付車資，均可享有每程$2.0或全費（以較低者為準）的票價優惠。 - 65歲或以上長者如使用長者或一般個人八達通繳付車資，則只可享有半價優惠；12至64歲合資格殘疾人士如不使用「殘疾人士身份」個人八達通，以及60至64歲人士如不使用「樂悠咭」繳付車資，必須繳付全費。 - 乘客可以現金或八達通於上車時付款，不設找續。 - 每位成人乘客可免費攜帶最多兩名4歲以下而不佔座位的兒童乘客乘車，超額之4歲以下小童必須繳付小童車費乘車。 - 持有「九巴月票」之乘客在車票有效期內，每日可享最多10程任何九龍巴士及龍運巴士路線（包括本路線，以及聯營路線的九龍巴士／龍運巴士提供的班次；惟乘搭機場「A」及「NA」線則可享原價二七折優惠（不會計算每天10次合資格車程））；而B1線則每日可享最多各2程（不會計算每天10次合資格車程）。 - 九龍巴士、城巴、龍運巴士及陽光巴士全職員工及家屬（不包括外判職員）可免費乘搭本路線，惟必須拍職員或職員家屬八達通。 - 乘客亦可透過多元化電子支付系統（e度嘟）繳付車資，包括使用非接觸式VISA卡、JCB卡、萬事達卡、銀聯卡、美國運通、大來國際、Discover Card、Apple Pay、Google Pay、Samsung Pay、AlipayHK「易乘碼」、支付寶、WeChatHK／微信支付「搭車碼」、銀聯雲閃付「乘車碼」及BOC Pay「乘車碼」。乘客使用此付款方式，使用此支付方式的乘客可享有中途下車之分段收費，以及與其他九巴／龍運獨營路線或聯營線九巴／龍運班次之轉乘優惠，惟不適用於與非九巴／龍運路線之轉乘優惠，亦不能享有「公共交通費用補貼計劃」及「長者及合資格殘疾人士公共交通票價優惠計劃」。 |

### 八達通轉乘優惠
使用八達通的乘客，以八達通由296D線於上車後150分鐘內轉乘91M、296M、298E線，或於150分鐘內由上述路線轉乘296D線，第二程可獲$4.2（成人）的折扣優惠，若第二程路線車費相等或低於$4.2，則免費轉車。
值得留意的是在正常情況下，乘客須步行來往坑口至尚德方能從本線直接轉乘91M及298E。

## 使用車輛
本線共有8輛雙層空調巴士提供服務。

## 行車路線
尚德開經：尚德邨通道、唐明街、寶順路、將軍澳隧道公路、將軍澳隧道、將軍澳道、觀塘繞道、啟福道、啟德隧道、東九龍走廊、漆咸道北、漆咸道南、加士居道、佐敦道、彌敦道、梳士巴利道、九龍公園徑、廣東道、佐敦道、雅翔道、博物館道（西行）、迴旋處、博物館道（東行）、雅翔道（北行）、迴旋處）、雅翔道（南行）及車站通道。
九龍站開經：車站通道、雅翔道、博物館道（西行）、迴旋處、博物館道（東行）、柯士甸道西、廣東道、梳士巴利道、彌敦道、加士居道、漆咸道南、漆咸道北、東九龍走廊、啟德隧道、啟福道、觀塘繞道、將軍澳道、將軍澳隧道、將軍澳隧道公路、寶順路、唐明街及尚德邨通道。
具體停站請參考資訊框。

## 服務狀況
本線路線直接連接尚德邨、廣明苑、唐明苑等居民來往尖沙咀及佐敦，當年價錢合理，而且較港鐵快，但由於本線服務人口及需求較同樣由將軍澳往尖沙咀東的98D少但同樣途經漆咸道北和加士居道等塞車路段，故即使將軍澳綫通車初期，客量亦無甚大影響但已經要不斷減班。本路線初時行車里數為17.5公里，按「最高准許收費」18公里以下的特快線界限，本線收費實際應為$6.9，不過初時為了要遷就將軍澳區及九龍東的特快線收費，本線收費$8.2，比規定的收費水平高一級。但九巴在2008年6月8日調整票價時，為遷就尚德居民，本線並沒有跟隨98D、297改動全程收費，仍維持全程收費為$8.2。遷往九龍站後，行車里數加長至18.3公里，但仍未有調整全程收費，其後每次九巴調整票價，本路線均有作出調整，以致比新巴796X/796P貴，客量不斷流失。雖然本線連接高鐵香港西九龍站，不過高鐵站遠離油尖旺的心臟地帶，高鐵客量亦不似預期，2020年新冠疫情爆發後高鐵服務更因封關而更完全停擺，加上走線相比途徑接近整段佐敦道（如11、14）或整段柯士甸道西（僅限前往九龍站方向，如215X、281A）前往西九/九龍站迂迴，現時僅能維持日均大約4000人次的客量，而班次早已減得大不如前。
九巴曾建議本線延長或繞經調景嶺，而該區居民亦曾表達相同訴求，但因繞路及車程增加，受到尚德區議員和新巴反對，故未能成事。最終由新巴796X線延至尖沙咀東及開辦796P取代。796P服務範圍與296D相近（2014年把部分班次延長至廣東道後，兩線首次出現競爭；2015年更增設與296D九龍區沿線幾乎完全重疊的回程服務），但796P繞經柯士甸站及調景嶺，定線不及296D直接。通常296D會比796P先到達彌敦道及尚德，不少乘客只是見車才上。2017年796P走線更改，尚德變為尾站並改由尖東開出回程班次加快前往彌敦道的車程，2018年改為來回程均由彌敦道進出尖東，時間大為縮短至與296D相近，路線亦類同。796P比296D以較低廉的車費及稍早數分鐘抵達彌敦道沿線奪去大量乘客，令此路線的地位非常尷尬。即使在PopWalk增設的2元優惠站可縮小296D與796P的車費差距，但仍未受乘客歡迎。再加上將軍澳隧道轉車站啟用後，尚德居民可先乘搭班次較頻密的98D再轉車或繼續乘搭796P回家，令296D的客量雪上加霜。而796P在2021年7月延長服務至下午非繁忙時段，直接衝擊此線該時段的客量，在兩線班次、行車時間、收費相若的情況下，較昂貴的此線的經營情況受到更大挑戰。直至2021年10月23日M+博物館落成及加經該處，至同年11月23日起全日繞經博物館道，此線之重要性方再次提高，不過由於前述迂迴走線，加上香港於2023年初與內地通關後增設來往柯士甸站及西九龍站的免費穿梭巴士令此線在博物館道不再獨市，因此作用有限。
在大節日時，98D通常都因為彌敦道佐敦道以南劃為行人專用區而不途經，由尖沙咀東總站開出後便會直往紅磡山谷道分站，而296D則途經全段佐敦道，2001年的大節日296D臨時延長至坑口，路線是先經唐明街後，不進入尚德巴士總站，改為左轉寶康路後，沿98D行走路線往坑口，以方便外出慶祝節日的居民歸家，當年是沒有分段的，結果有乘客投訴，296D後來加了該分段，以作不時之需。不過將軍澳綫通車後，由於地鐵在大節日都會通宵行走，居民可以在彌敦道乘搭鐵路歸家，296D再沒有臨時延長至坑口。不過萬一98D及港鐵同時無法提出服務時，此分段收費就會發揮作用，雖則這機會率相當低。2020年將軍澳隧道轉車站啟用後，本線往尚德方向提前實施分段收費，增加受惠範圍。

## 資料來源
- 681巴士總站-九龍巴士296D線 （页面存档备份，存于）
- 郭炳華. . 香港: 80M巴士專門店. 2010年. ISBN 962-8686-95-X.
- 《二十世紀新界（東）區巴士路線發展史》，ISBN 9789628414642，145-146頁

1. ↑  此站位於彌敦道
2. ↑  此站位於廣東道
3. ↑  此站位於廣東道
4. ↑  此站位於佐敦道
5. 1 2  . 九龍巴士（一九三三）有限公司.   [2023-07-09]. （原始内容存档于2023-06-25） （中文（香港））.
6. ↑  九龍巴士（一九三三）有限公司，146條路線增設巴士到站時間預報服務 覆蓋逾半九巴及龍運路線 （页面存档备份，存于）［新聞稿］，2015年6月26日。
7. ↑   (PDF).   [2019-07-31]. （原始内容 (PDF)存档于2019-08-28）. （页面存档备份，存于）
8. ↑  九龍巴士（一九三三）有限公司，〈九巴9條路線經將軍澳隧道轉車站 開辦全新98康城專線 （页面存档备份，存于）〉［新聞稿］，2020年9月23日。
9. ↑  九龍巴士（一九三三）有限公司，〈將軍澳隧道轉車站（往九龍方向）啟用 九巴14條路線設站及新增轉乘優惠 （页面存档备份，存于）〉［新聞稿］，2021年4月21日。
10. ↑   (PDF).   [2021-10-15]. （原始内容 (PDF)存档于2021-10-15）. （页面存档备份，存于）
11. ↑   (PDF).   [2021-11-11]. （原始内容 (PDF)存档于2022-03-10）. （页面存档备份，存于）
12. ↑  新巴於2021年4月及2022年1月加價，該線先後被大幅加價至$8.9，

## 外部連結
- 九巴296D線官方網站路線資料 （页面存档备份，存于）